# Elizabeth A. Thompson
Elizabeth Alison Thompson (* 22. Mai 1949) ist eine britisch-amerikanische Statistikerin und Hochschullehrerin. Sie ist Professorin im Fachbereich Statistik und außerordentliche Professorin in den Fachbereichen Biostatistik und Genomwissenschaften an der University of Washington und Leiterin eines interdisziplinären Graduiertenzertifikatsprogramms in statistischer Genetik. Sie war Präsidentin der International Biometric Society.

## Leben und Werk
Thompson schloss ihr Grund- und Aufbaustudium in Mathematik und mathematischer Statistik am Newnham College der University of Cambridge ab. Sie erhielt dort 1970 einen Bachelor-Abschluss, 1971 einen Master-Abschluss und promovierte 1974 bei A. W. F. Edwards in Statistik mit der Dissertation: Mathematical Analysis of Human Evolution and Population Structure.
Nach ihrer Postdoc-Forschung an der Stanford University wechselte sie zunächst als Research Fellow und dann als Fellow und Finanzdozentin an das King’s College (Cambridge). 1976 wurde sie zur Universitätsdozentin im Statistiklabor ernannt und kehrte 1981 als Fellow und Studienleiterin für Mathematik an das Newnham College zurück. 1985 zog sie in die Vereinigten Staaten, um eine Professur am Institut für Statistik der University of Washington anzunehmen, welches sie von 1989 bis 1994 und von 2011 bis 2014 leitete.
Von 1988 bis 2004 war sie Professorin für Biostatistik an der University of Washington und von 2000 bis 2005 außerordentliche Professorin für Statistik an der North Carolina State University. Seit Frühjahr 2000 ist sie außerordentliche Professorin für Genetik und seit 2006 auch für Biostatistik an der University of Washington.
Sie war Mitglied des wissenschaftlichen Beirats des Pacific Institute for Mathematical Sciences, der Banff International Research Station und des Institute for Pure and Applied Mathematics. Sie war außerdem Mitglied des Ausschusses für angewandte und theoretische Statistik des National Research Council, des Ausschusses zur Überprüfung der wissenschaftlichen Ansätze, die bei der Untersuchung der Anthrax-Briefe durch das FBI aus dem Jahr 2001 verwendet wurden, und ist Mitglied des Board of Mathematical Sciences and Analytics. Sie war 2019 bis 2020 Präsidentin der International Biometric Society. Von 2016 bis 2017 war sie Präsidentin und Mitglied von Ausschüssen der Gesellschaft, darunter 8 Jahre als Ratsmitglied.
Sie ist gewähltes Mitglied des International Statistical Institute (1981), der American Academy of Arts and Sciences (1998) und der US National Academy of Sciences (2008). Sie wurde 2022 zum Ehrenmitglied auf Lebenszeit der International Biometric Society und 2023 zum Fellow der Royal Society gewählt. Sie ist Ehrenmitglied des Newnham College in Cambridge und gewähltes Mitglied des International Statistical Institute, der American Academy of Arts and Sciences und der National Academy of Sciences der Vereinigten Staaten.
1997 wurde sie US-amerikanische Staatsbürgerin.

## Forschung
Ihr Forschungen liegen im Bereich der statistischen Genetik. Sie hat Wahrscheinlichkeitsmethoden für die Analyse von Daten entwickelt, die bei verwandten Individuen beobachtet wurden, darunter auch bei Mitgliedern großer und komplexer Stammbäume. Die Anwendungen reichen von der Kopplungs- und Segregationsanalyse zur Analyse komplexer genetischer Merkmale in menschlichen Populationen bis hin zur Schätzung der Verwandtschaft und Erhaltung der genetischen Variation bei gefährdeten Arten. Mehrere dieser Fragen bearbeitete sie mithilfe der Markov-Ketten-Monte-Carlo-Methoden und anderen modernen Ansätzen mit latenten Variablen in der stochastischen Modellierung und Analyse.

## Auszeichnungen (Auswahl)
- 1988: Ehrendoktorwürde, University of Cambridge[10]
- 1998: Fellow der American Academy of Arts and Sciences
- 2001: Jerome Sacks Award, National Institute for Statistical Science
- 2001: Weldon-Preis, University of Oxford[11]
- 2002: Fellow der John Simon Guggenheim Memorial Foundation
- 2008: Fellow der National Academy of Sciences